# الجهاز المركزي للإحصاء (العراق)
الجهاز المركزي للإحصاء هو المرجع المختص في كل ما يتعلق بالاحصاء المختلفة في العراق حسب قانون الإحصاء رقم 21 لسنة 1972 المعدل والمتضمن الجانب الإلزامي لجمع البيانات الإحصائية مع ضمان سرية المعلومات وتحديد حقوق وواجبات المستجيبين والمستفيدين. كما يشتمل القانون على الأهداف والمهام التي يضطلع بها الجهاز الإحصائي، كما يحدد تعريف الأشخاص الأساسيين في الجهاز كالوزير، رئيس الجهاز الإحصائي، النظام الداخلي للجهاز المركزي للإحصاء الذي يحدد مهام كل مديرية في الجهاز ويتضمن تحديد العلاقة بالجهات الأخرى المختصة من الوزارات واجهزة الدولة غير المرتبطة بوزارة والقطاع الخاص والجهات الأخرى. كما تم تقديم مقترح قانون للإحصاء جديد يتناسب مع التطورات المقترحة لتعديل الهيكل التنظيمي للجهاز. حُل الجهاز في 2023 وحلت محله هيأة الإحصاء ونظم المعلومات الجغرافية.

## نبذة تاريخية
في ثلاثينات القرن العشرين كان الإحصاء شعبة صغيرة في مديرية التجارة العامة في وزارة المالية ثم ارتبطت بوزارة الاقتصاد والمواصلات، وبعد أن تم تقسيمها إلى وزارتين في سنة 1939 ألحقت هذه الشعبة بوزارة الاقتصاد باسم (الدائرة الرئيسية للإحصاء)، وصدر قانون الإحصاء رقم (42) لسنة 1939 وتم بموجبه تحديد مهام الدائرة بـ (جمع وإعداد وتنسيق وتلخيص ثم نشر كافة المعلومات الإحصائية المتعلقة بأعمال الأهالي التجارية والصناعية والاجتماعية والاقتصادية وكذا أحوالهم العمومية) ونظم هذا القانون أسس التعامل بين المكلفين بالإدلاء بالبيانات الإحصائية وبين القائمين على إدارة العمل الإحصائي في مفاصل الدولة المختلفة. في عام 1956 أدمجت الدوائر والأقسام الإحصائية الموجودة في بعض دوائر الدولة الرئيسة للإحصاء ومنشآتها وعلى اثر ذلك سميت بـ (دائرة الإحصاء المركزية). وفي سنة 1959 صدر قانون السلطة التنفيذية الذي استحدثت بموجبه وزارة التخطيط والحقت بها دائرة الإحصاء المركزية ورفعت درجتها إلى مديرية عامة بتاريخ 1/7/ 1959. وفي سنة 1962 صدر قانون الإحصاء رقم (57) والذي تم بموجبه إلغاء قانون الإحصاء رقم (42) لسنة 1939 وتم تحديد مهام وواجبات دائرة الإحصاء المركزية. في عام 1968 صدر نظام وزارة التخطيط، وتم تسميته بالجهاز المركزي للإحصاء. وفي سنة 1972 صدر قانون الإحصاء رقم (21) النافذ لغاية تأريخه.
مارس الجهاز عمله الإحصائي من خلال فروعه على مستوى المحافظات وبعض الأقضية لغاية التسعينات وبسبب الأحداث التي مرت بالعراق انفصلت محافظات إقليم كردستان (دهوك وأربيل والسليمانية) وأصبحت بمعزل عن الجهاز في الوقت الذي تركز العمل على خمسة عشر محافظة وأصبح الجهاز مجزئ إلى منظمتين منفصلتين إحصائيتين تعملان بمنهجية مختلفة لغاية عام 2004 حيث بدأت المفاوضات مع إقليم كردستان للمساهمة في العمل الإحصائي المتمثلة بخطط العمل السنوية والمسوح. وفي نفس العام أعيد النظر في الهيكل التنظيمي والفني للوزارة التي أصبحت تسميتها (وزارة التخطيط والتعاون الإنمائي) لتنسجم مع طبيعة المهام والأنشطة التي تمارسها الوزارة على أرض الواقع واصبح اسم الجهاز (الجهاز المركزي للإحصاء وتكنولوجيا المعلومات) بعد أن استحدثت فيه مديرية عامة باسم (دائرة تكنولوجيا المعلومات). وتعتبر دائرة تكنولوجيا المعلومات هي دائرة الأكثر كفاءة وعلمية بهذا الجانب على مستوى المؤسسات والوزارات الحكومة العراقية.اما بالنسبة للجهاز ككل فهو يعتبر الجهة الأكثر اعتمادية للأمم المتحدة من بين جميع المؤسسات العراقية.

## وصلات خارجية
- الجهاز المركزي للإحصاء وتكنولوجيا المعلومات في العراق